# Хемосинтез
Хемосинтез — способ автотрофного питания, при котором источником энергии для синтеза органических веществ из CO2 служат реакции окисления неорганических соединений. Подобный вариант получения энергии используется только бактериями или археями. Это явление было открыто в 1887 году русским учёным С. Н. Виноградским. Микроорганизмов, способных к хемосинтезу, Виноградский называл аноргоксиданты. Название хемосинтез ввёл немецкий химик и ботаник Вильгельм Пфеффер в 1897 году.
Необходимо отметить, что выделяющаяся в реакциях окисления неорганических соединений энергия не может быть непосредственно использована в процессах ассимиляции. Сначала эта энергия переводится в энергию макроэргических связей АТФ и только потом тратится на синтез органических соединений.

## Хемолитоавтотрофные организмы
- Железобактерии (Geobacter[англ.], Gallionella) окисляют двухвалентное железо до трёхвалентного.
- Серобактерии (Desulfuromonas, Desulfobacter, Beggiatoa) окисляют сероводород до молекулярной серы или до солей серной кислоты.
- Нитрифицирующие бактерии (Nitrobacteraceae[англ.], Nitrosomonas[англ.], Nitrosococcus) окисляют аммиак, образующийся в процессе гниения органических веществ, до азотистой и азотной кислот, которые, взаимодействуя с почвенными минералами, образуют нитриты и нитраты.
- Тионовые бактерии (Thiobacillus[англ.], Acidithiobacillus[англ.]) способны окислять тиосульфаты, сульфиты, сульфиды и молекулярную серу до серной кислоты (часто с существенным понижением pH раствора), процесс окисления отличается от такового у серобактерий (в частности тем, что тионовые бактерии не откладывают внутриклеточной серы). Некоторые представители тионовых бактерий являются экстремальными ацидофилами (способны выживать и размножаться при понижении pH раствора вплоть до 2), способны выдерживать высокие концентрации тяжёлых металлов и окислять металлическое и двухвалентное железо (Acidithiobacillus ferrooxidans) и выщелачивать тяжёлые металлы из руд

## Распространение и экологические функции
Хемосинтезирующие организмы (например, серобактерии) могут жить в океанах на огромной глубине, в тех местах, где из разломов земной коры в воду выходит сероводород. Конечно же, кванты света не могут проникнуть в воду на глубину около 3—4 километров (на такой глубине находится большинство рифтовых зон океана). Таким образом, хемосинтетики — единственные организмы на Земле, не зависящие от энергии солнечного света и являющиеся первичными продуцентами. Хемосинтетические организмы могут потребляться другими организмами в океане или образовывать симбиотические ассоциации с гетеротрофами. Гигантские многощетинковые черви используют бактерий в их трофосомах для связывания диоксида углерода (используя сероводород как источник энергии) продуцирования сахаров и аминокислот. В некоторых реакциях получается сера
{\displaystyle {\ce {12H2S + 6CO2 -> C6H12O6 + 6H2O + 12S}}}
Вместо высвобождения кислорода при фиксации углекислого газа во время фотосинтеза, из сероводорода в процессе хемосинтеза получаются водорастворимые глобулы серы. В бактериях способных к хемоавторофии в форме хемосинтеза, таких как пурпурные серные бактерии, пурпурные глобулы серы окрашивают цитоплазму в соответствующий цвет.
Большие популяции животных могут поддерживаться за счет хемосинтезирующих бактерий и архей в белых и черных курильщиках, метановых клатратах, холодных просачиваниях, трупах китов, изолированных подземных водных пещерах.
С другой стороны, аммиак, который используется нитрифицирующими бактериями, выделяется в почву при гниении остатков растений или животных. В этом случае жизнедеятельность хемосинтетиков косвенно зависит от солнечного света, так как аммиак образуется при распаде органических соединений, полученных за счёт энергии Солнца.
Роль хемосинтетиков для всех живых существ очень велика, так как они являются непременным звеном природного круговорота важнейших элементов: серы, азота, железа и др. Хемосинтетики важны также в качестве природных потребителей таких ядовитых веществ, как аммиак и сероводород. Огромное значение имеют нитрифицирующие бактерии, которые обогащают почву нитратами и нитритами, — форма азота, преимущественно усваиваемая растениями. Некоторые хемосинтетики (в частности, серобактерии) используются для очистки сточных вод.
По современным оценкам, биомасса «подземной биосферы», которая находится, в частности, под морским дном и включает хемосинтезирующих анаэробных метанокисляющих архебактерий, может превышать биомассу остальной биосферы.
Была выдвинута гипотеза о том, что хемосинтез может поддерживать жизнь под поверхностью Марса, спутника Юпитера - Европы и других планет . Хемосинтез также может быть первым типом метаболизма, который возник на Земле, что привело позже к возникновению клеточного дыхания и фотосинтеза.